# (2455) Somville
(2455) Somville es un asteroide perteneciente al cinturón de asteroides, descubierto el 5 de octubre de 1950 por Sylvain Julien Victor Arend desde el Real Observatorio de Bélgica, Uccle.

## Designación y nombre
Designado provisionalmente como  1950 TO4. Fue nombrado Somville en honor al astrónomo y sismólogo belga Oscar Somville.